# Discografia formației Papa Roach
Formația rock americană Papa Roach a lansat 11 albume de studio, un album live, nouă EP-uri, două albume de compilație, 39 de single-uri și 53 de videoclipuri muzicale.
Prima lansare major-label a trupei a fost albumul de debut certificat triplu cu platină Infest (2000). Succesul grupului a continuat cu albumul certificat cu aur Lovehatetragedy (2002), albumul certificat platină Getting Away with Murder (2004), The Paramour Sessions (2006), Metamorphosis (2009), Time for Annihilation (2010), The Connection (2012), F.E.A.R. (2015), Crooked Teeth (2017) și Who Do You Trust?  (2019). Cel mai recent album, Ego Trip, a fost lansat pe 8 aprilie 2022.